# Anna Amàlia de Baden-Durlach
Anna Amàlia de Baden-Durlach (en alemany Anna-Amalia von Baden-Durlach) va néixer a Durlach (Alemanya) el 9 de juliol de 1595 i va morir a Saarbrucken el 18 de novembre de 1651. Era una noble alemanya, filla de Jordi Frederic de Baden-Durlach (1573-1638) i de Juliana Úrsula de Salm Neufville (1572-1614).

## Matrimoni i fills
El 26 de novembre de 1615 es va casar amb el comte Guillem Lluís de Nassau-Saarbrücken
(1590-1640), fill del comte Lluís II de Nassau-Weilburg (1565-1627) i d'Anna Maria de Hessen-Kassel (1567-1626). El matrimoni va tenir dotze fills:
- Anna Juliana (1617-1667), casada amb el comte palatí Frederic de Zweibrücken (1616-1661).
- Maurici, nascut i mort el 1618.
- Carlota (1619-1687), casada amb el comte Lluís de Leiningen-Westerburg.
- Carles (1621-1642)
- Anna Amàlia (1623-1695)
- Joan Lluís (1625-1690), casat amb Dorotea de Birkenfeld-Bischweiler (1634-1715).
- Elisabet Sibil·la (1626-1627)
- Maria Sibil·la (1628-1699), casada amb August Felip de Schleswig-Holstein-Sonderburg-Beck (1628-1699).
- Jordi Frederic, nascut i mort el 1630.
- Gustau Adolf (1632-1677), casat amb Elionor Clara de Hohenlohe-Neuenstein (1632-1709).
- Jordi Frederic (1633-1635).
- Wolrad (1635-1702), casat amb Caterina de Croy-Roeulx (1637-1686).